# Bahía de disco

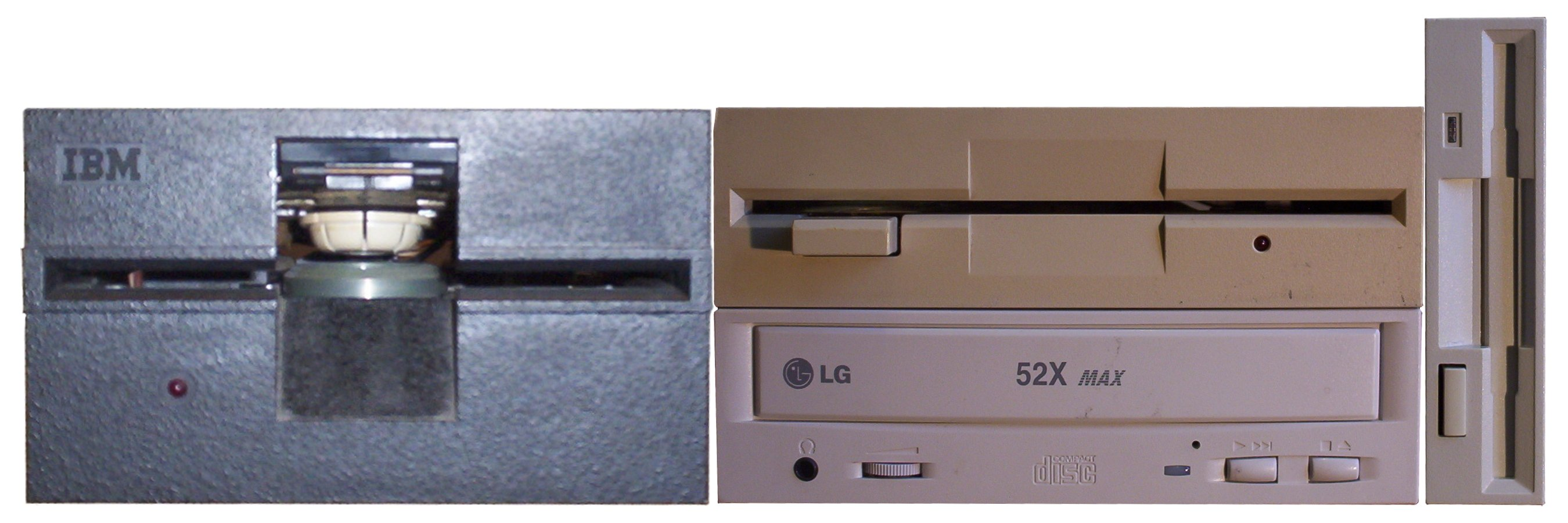
De izquierda a derecha: unidad de 5,25 pulgadas de altura completa, dos unidades de 5,25 de media altura y (de lado) una unidad de 3,5

Una bahía de disco, bahía de unidad (drive bay en inglés) es un área de tamaño estándar para agregar hardware a una computadora. La mayoría de las bahías de unidades están fijadas al interior de una carcasa, pero algunas pueden eliminarse.
A lo largo de los años desde la introducción del IBM PC y sus compatibles,  han tenido muchos factores de forma de bahías de disco. Cuatro factores de forma son de uso común en la actualidad, las bahías de unidades de 5,25, 3,5, 2,5 o 1,8 pulgadas. Estos nombres no se refieren al ancho de la bahía en sí, sino al ancho de los discos que utilizan las unidades montadas en estas bahías. 

## Factores de form

### 8 pulgadas
Las disqueteras de 8 pulgadas estaban presentes en los primeros ordenadores IBM, equipos CP/M, y el TRS-80 Model II. Miden 117,5 mm de alto, 241,3 mm de ancho y aproximadamente 362 mm de largo, utilizados para unidades de disco duro y disqueteras. Este factor de forma está obsoleto.

### 5,25 pulgadas

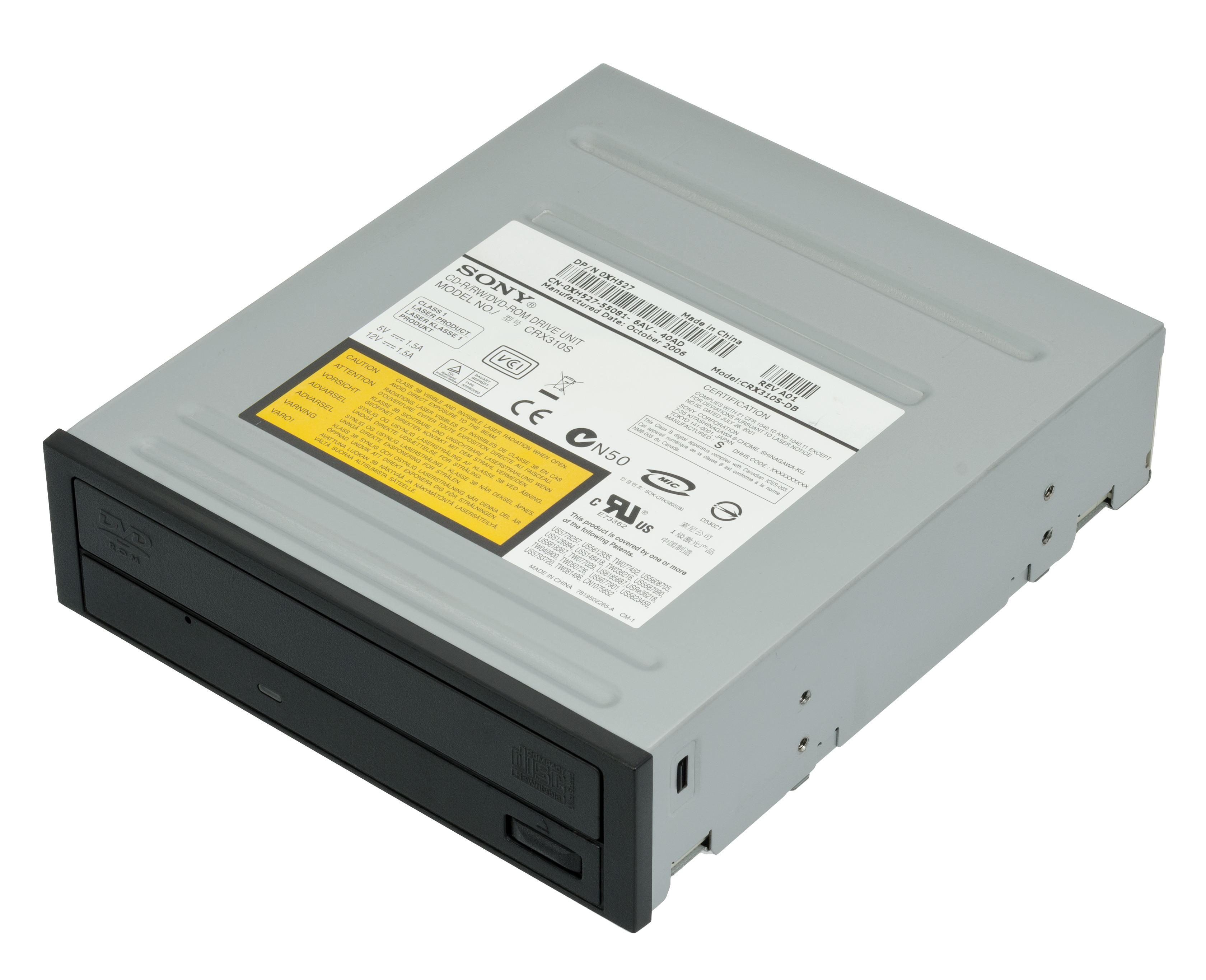
Una unidad interna de DVD de 5,25 pulgadas

Las bahías de altura completa (Full-height) están presentes en los viejos .
```
PC
 de mediados de los años ochenta. Miden 85,5 mm de alto, 146 mm de ancho y hasta 203 mm de largo, utilizados principalmente para unidades de disco duro y unidades de disquete. Este es el tamaño de la parte interna (atornillada) de la bahía, ya que la parte frontal es en realidad de 149,2 mm (una octava más). La diferencia entre esos anchos y el nombre del tamaño de la bahía se debe a que lleva el nombre del tamaño del disquete que cabría en esas unidades, un cuadrado de 5,25 pulgadas de ancho.
```

Las bahías de Media altura (Half-height) miden 41,2 mm de alto y 146 mm de ancho, y son la carcasa estándar para unidades de CD y DVD en computadoras modernas, pero a veces se usan para otras cosas, incluidas unidades de disco duro (aproximadamente entre 10 y 100 MB), unidades de disquete y paneles de conexión y control. Como su nombre indica, dos dispositivos de media altura pueden caber en una bahía de altura completa. A menudo representadas como 5,25 pulgadas, estas unidades de disquete están obsoletas.
Las dimensiones de una unidad de disquete de 5,25 pulgadas se especifican en las especificaciones estándar de SFF que se incorporaron en la EIA-741 «Specification for Small Form Factor 133.35 mm (5.25 in) Disk Drives» de la Electronic Industries Association (EIA). Las dimensiones de las unidades ópticas 5,25 se especifican en el estándar SFF (son algo más cortas y no solo el tamaño del cuerpo está estandarizado, sino también el tamaño del bisel).
Hay adaptadores para poder fijar unidades de 3,5 (internas o externas) en una bahía de 5,25.

### 3.5

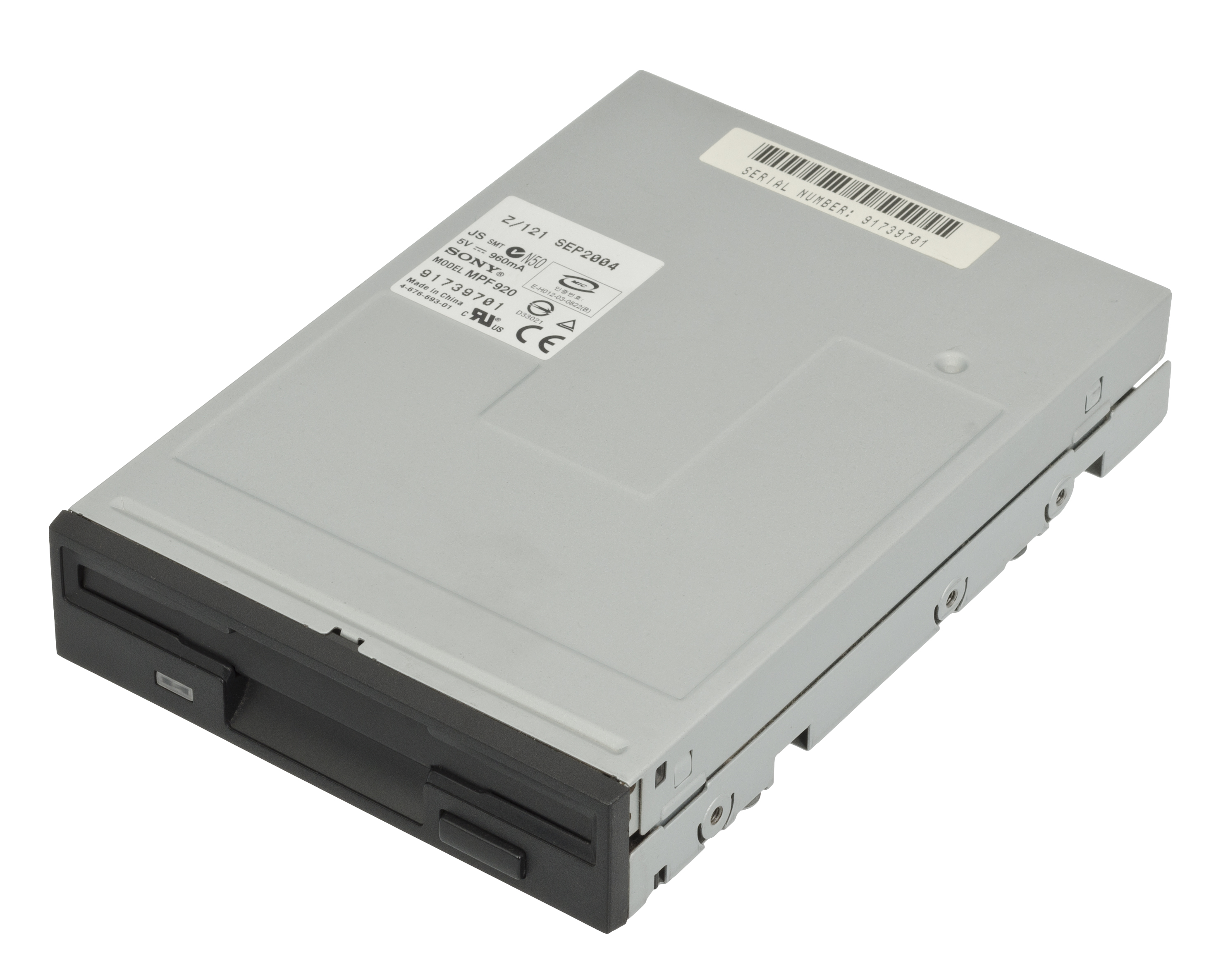
Una disquetera interna de 3,5

Las bahías de 3,5, al igual que sus contrapartes más grandes, llevan el nombre de las dimensiones del disquete; sus dimensiones reales son 101,6 mm de ancho por 25,4 mm de alto. Aquellos con una abertura en el frente de la caja generalmente se usan para disqueteras, unidades Zip, Jaz, magneto-ópticas o unidades de cinta. Los discos duros de las computadoras modernas generalmente se montan en bahías internas. La mayoría de las computadoras modernas no vienen con una disquetera interna y a menudo carecen de estas bahías accesibles externamente, mientras que sus discos duros se montan en bahías internas.
Más recientemente, se está volviendo común el uso de bahías de 3,5 para lectores de tarjetas inteligentes y tarjetas de memoria, y/o para paneles con puertos USB adicionales. Incluso hay unidades que combinan una unidad de 3,5 de las computadoras portátiles con lectoras de tarjetas, todo por una sola conexión USB manejada por el hub USB integrado.
Las dimensiones de una disquetera de 3,5 se especifican en las especificaciones SFF-8300 y SFF-8301 que fueron incorporadas en la especificación EIA-740 de la Electronic Industries Association (EIA).

### 2,5 pulgadas

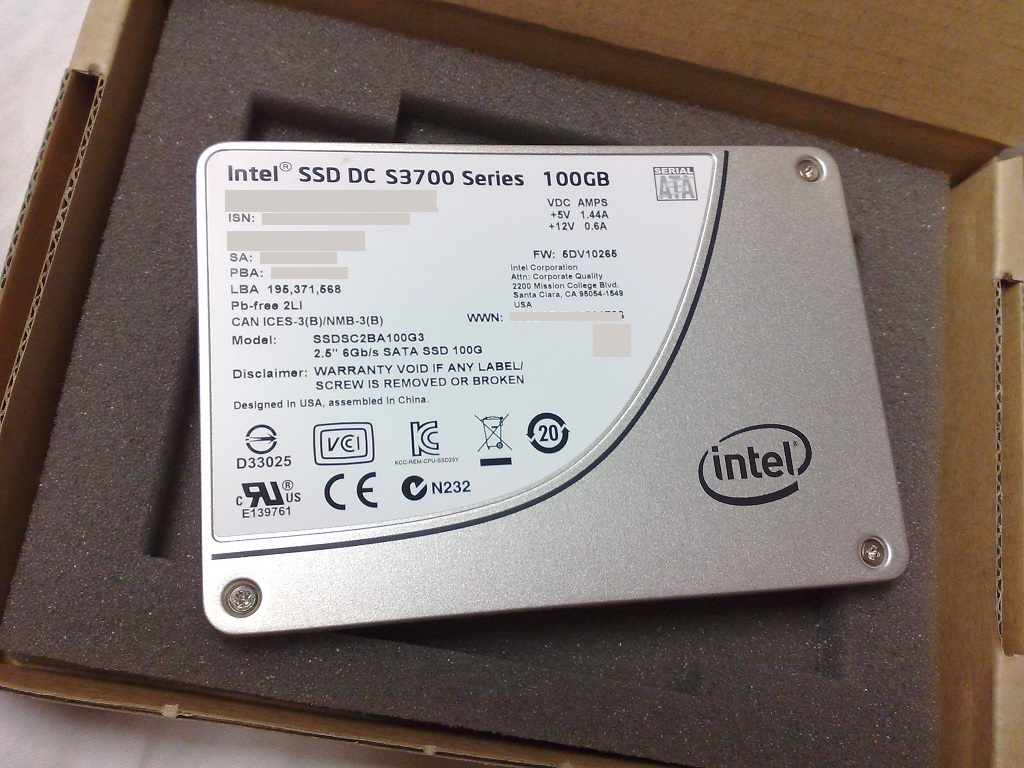
Una unidad de estado sólido (SSD) de 2,5 pulgadas

Para bahías de 2,5 pulgadas, las dimensiones reales son 69,5 mm de ancho por 5 a 19 mm de alto y 100,5 mm de largo. Sin embargo, la mayoría de los laptops tienen bahías de unidades más pequeñas que la especificación de 15 mm. Los discos duros de 2,5 pueden variar de 7 mm a 15 mm de alto, hay dos tamaños que parecen ser prominentes. Las unidades de 9,51 mm son usadas predominantemente por fabricantes de computadoras portátiles, sin embargo actualmente los Western Digital VelociRaptors de 2,5 y algunas unidades de mayor capacidad (más de 1 TB) tienen 15 mm de altura. La mayor altura de las unidades de 15 mm permite más platos y por lo tanto mayores capacidades de datos. Muchos compartimentos para unidades portátiles están diseñados para ser bandejas extraíbles en las que están montadas las unidades, para facilitar su extracción y reemplazo.
Las dimensiones de un disco de 2,5" se especifican en las especificaciones SFF-8200 y SFF-8201 que fueron incorporadas en la especificación EIA-720 por la Electronic Industries Association (EIA).

### 1,8 pulgadas
Las bahías de 1,8 pulgadas tienen dos especificaciones, un factor de forma de 60 mm × 70 mm y un factor de forma de 54 mm × 78 mm. Las dimensiones reales de los 60 mm × 70 mm son 69,9 mm de ancho por 7/9,5 de alto y 60 mm de largo. Las dimensiones reales de los 54 mm × 78 mm son 54 mm de ancho por 5 o 8 mm de alto y 78,5 de largo. Estas unidades se han utilizado en dispositivos pequeños, incluidos como complementos para sistemas de juegos.
Las dimensiones de un disco de 1,8 se especifican en las especificaciones SFF-8111 y SFF-8120 que fueron incorporadas en la especificación EIA-720 por la Electronic Industries Association (EIA).

## Uso
Las bahías de disco se usan comúnmente para almacenar disqueteras y discos duros, aunque también se pueden usar para puertos USB frontales, conectores de entrada/salida, lectores de tarjetas de memorias, ventiladores y sus controladores, controladores RAID, almacenamiento de herramientas y otros usos. Algunas computadoras tienen un pequeño monitor de sistema LCD montado en una bahía de unidad.
Al instalar una unidad en una bahía, por lo general se asegura con cuatro tornillos que sujetan la unidad en la bahía, aunque los sujetadores sin herramientas son cada vez más comunes. Luego, cualquier energía necesaria, transferencia de datos y otros cables se enrutan y se conectan a la parte posterior de la unidad. La bahía de la unidad suele ser lo suficientemente grande como para que la unidad entre en su interior. Como las computadoras tienen señales de 12 V en sus placas madre, algunos sitios web de aficionados incluso venden complementos para toma de mechero para alimentar o recargar dispositivos fabricados para extraer energía de los automóviles, aunque USB ya está disponible para cargar dispositivos como teléfonos móviles y reproductores multimedia portátiles.
Los accesorios de la caja de la computadora compatibles con la bahía de unidad que no se conectan a la placa base o la fuente de alimentación en absoluto también son comunes, como pequeños cajones de almacenamiento o incluso portavasos.

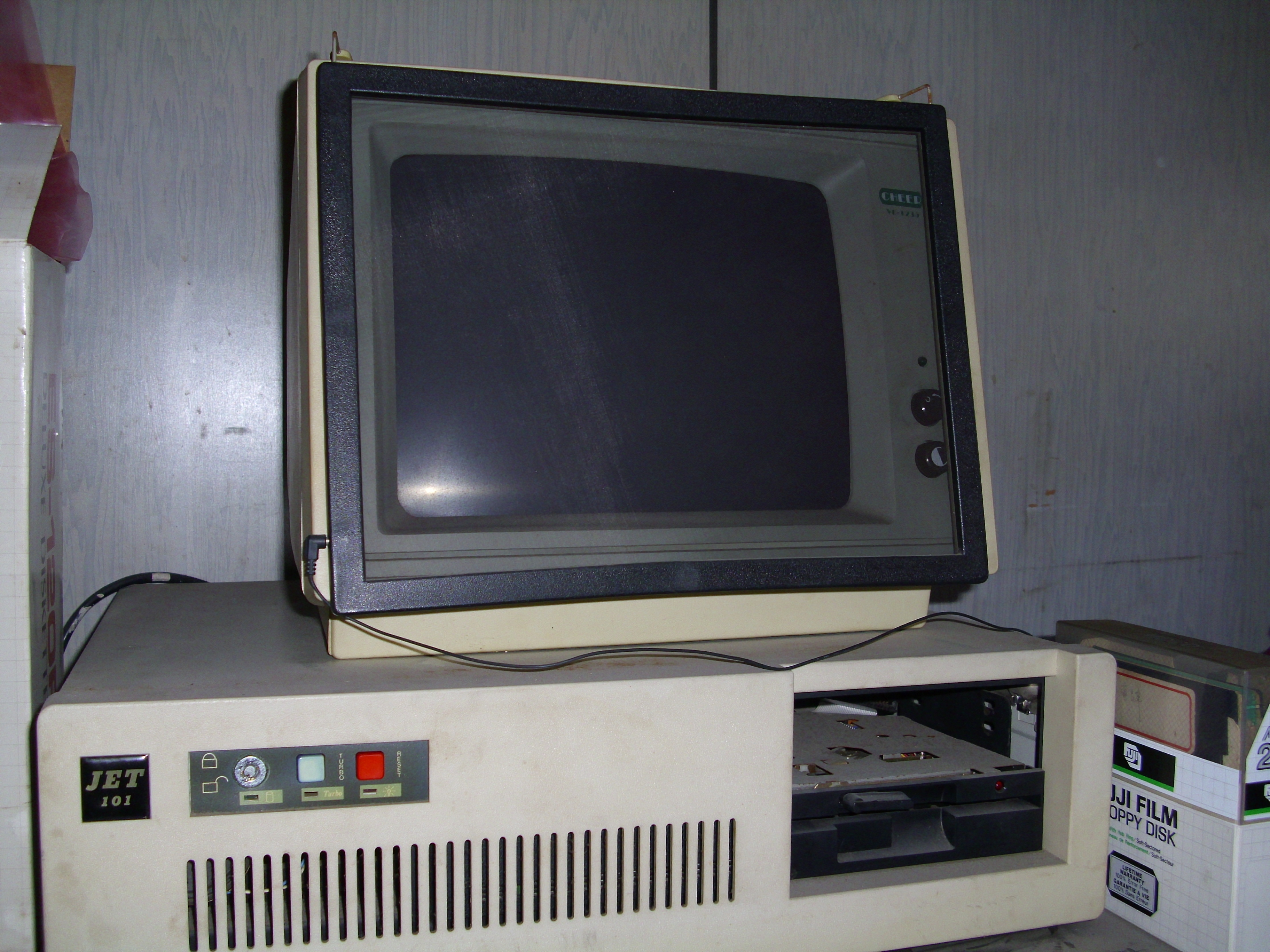
Un clónico compatible IBM PC de 1980 con una bahía de unidad de 5,25 pulgadas de altura completa que contiene una unidad de disquete de media altura de 5,25 pulgadas La otra mitad suele contener una segunda unidad o un disco duro.
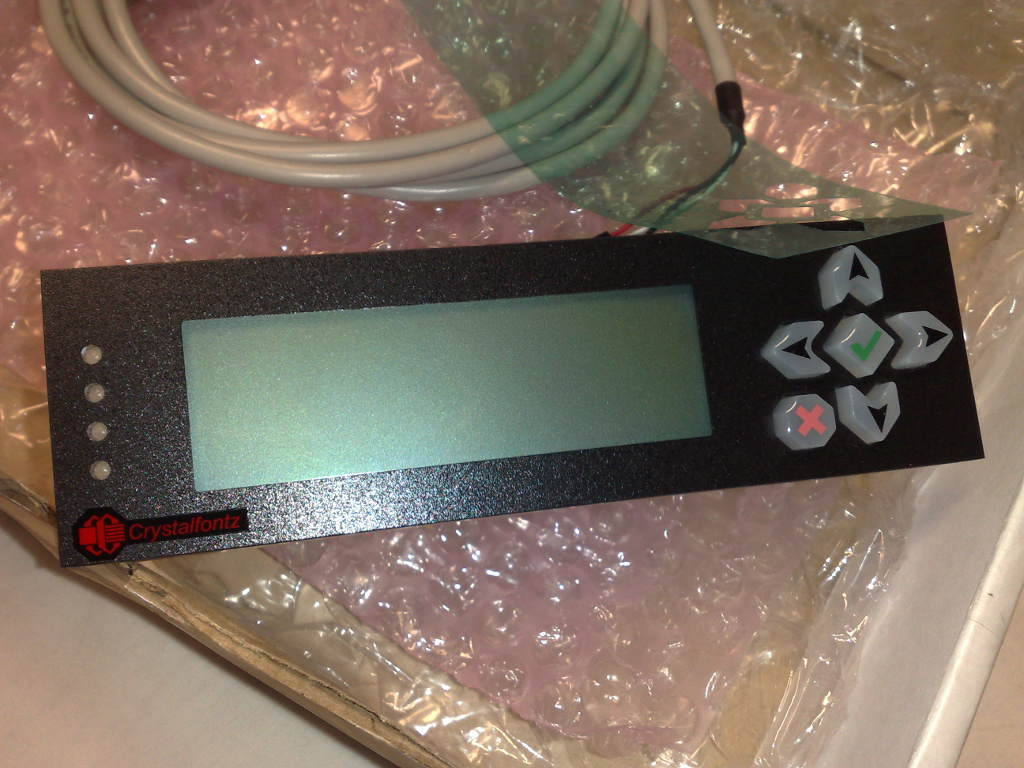
Crystalfontz CFA-635, una pantalla LCD de 5.25 pulgadas (vista frontal)
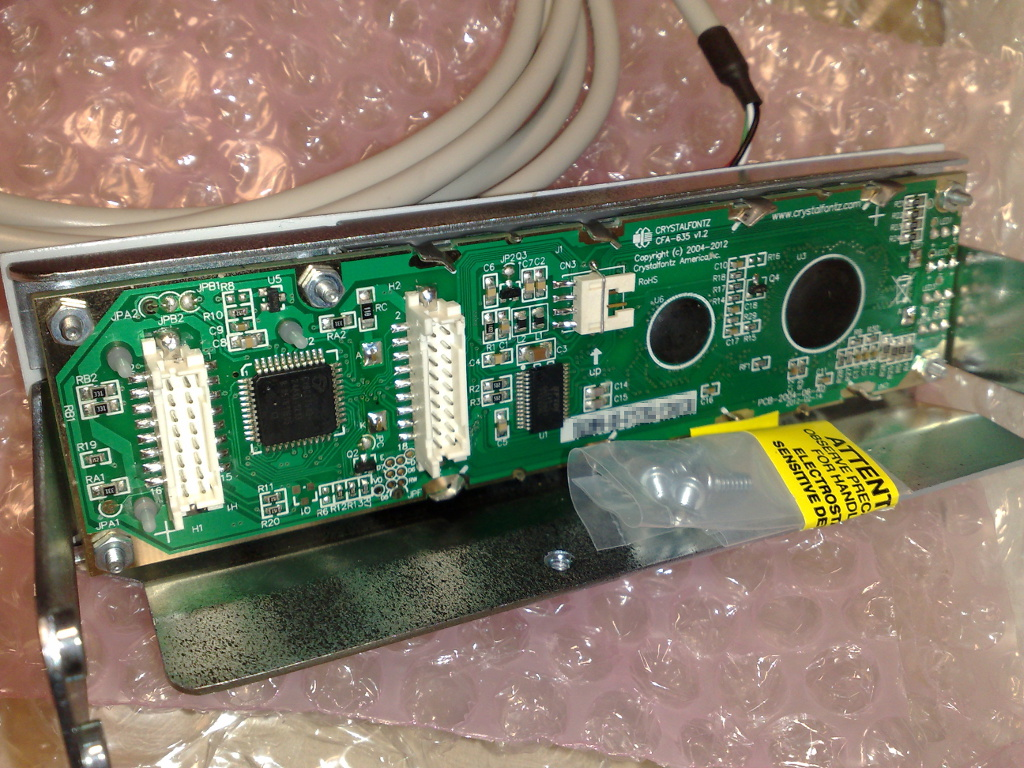
Crystalfontz CFA-635, una LCD de bahía de 5.25 pulgadas (vista posterior)
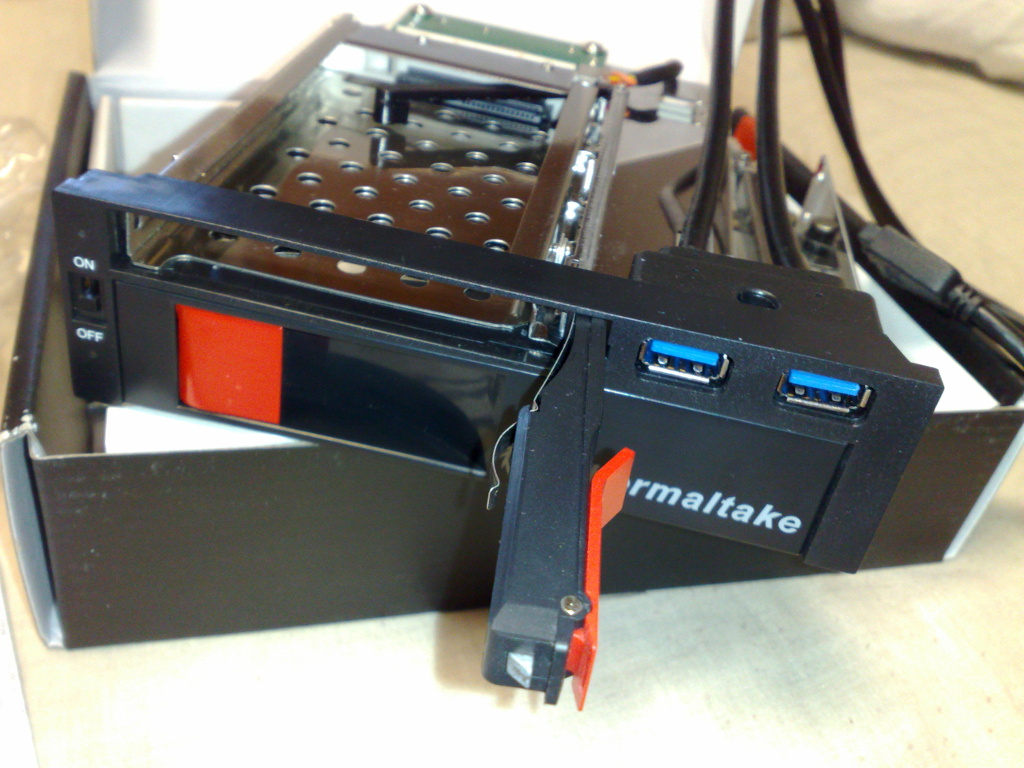
Un rack dual-HDD, hecho como un dispositivo de bahía de 5.25 pulgadas capaz de sostener simultáneamente un disco duro SATA de 2.5 y 3.5 pulgadas, con dos puertos USB 3.0 adicionales
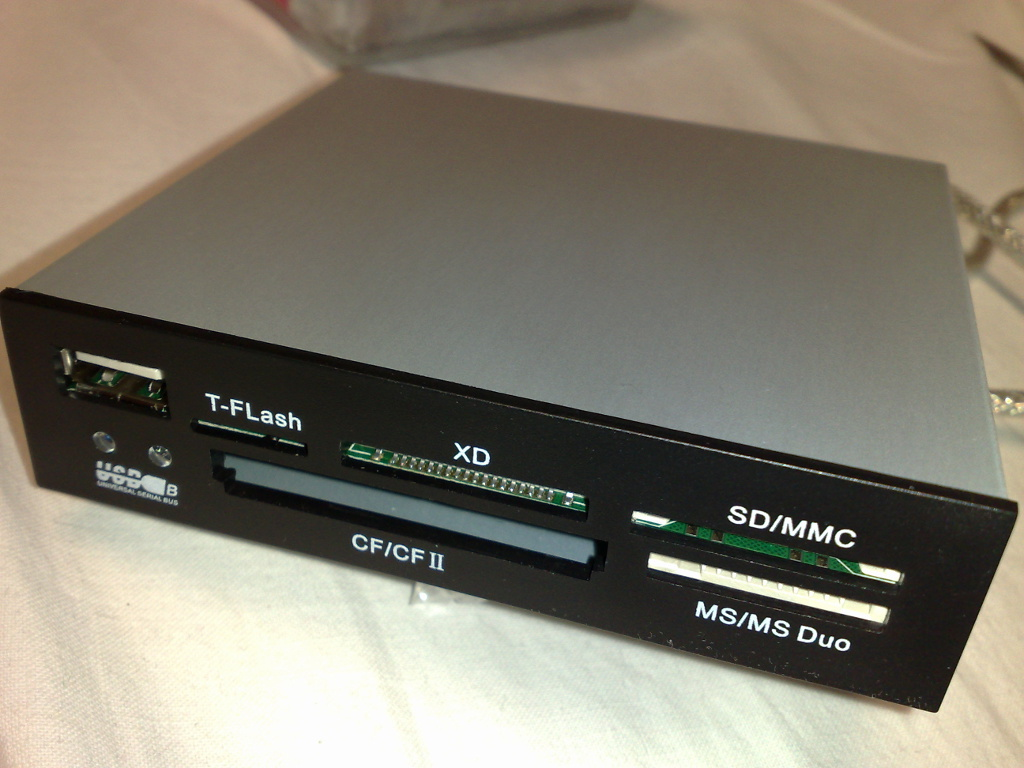
Lector de tarjeta de memoria interna, un dispositivo de bahía de 3,5 pulgadas